# أنور الصباح
أنور الصبَّاح (1933 - 7 يوليو 2024) هو سياسي لبناني تولى عدة وزارات خلال حياته.

## حياته ونشأته
ولد أنور حسين الصباح في النبطية عام 1933، والده كان مغتربا في المكسيك أما جدّه فكان مختارا في النبطية. بعد عودة والده إلى النبطية أصبح حسين الصباح رئيسا للبلدية في العام 1922م.
تلقّى دروسه الابتدائية في النبطية، أما الثانوية، ففي مدرسة الفنون الأميركية في صيدا. عام 1952، سافر إلى الولايات المتحدة الأميركية والتحق بجامعة أوكلاهوما ونال إجازة في الهندسة الميكانيكية، وعادإلى لبنان عام 1956.

## مسيرته
عام 1956 عُيِّن مهندسا في مصلحة التعمير وذلك بعد وقوع زلزال في لبنان. وبعد سبعة أشهر استقال من مهامه في الوزارة والتحق بشركة التابلاين التي أوكلت إليه رئاسة دائرة صيانة خط الأنابيب الذي يربط المملكة العربية السعودية بمعمل الزهراني في لبنان. واستمر في عمله حتى عام 1961. في سنة 1961، أسّس شركة خاصة به للتعهدات والمقاولات.
أطلق مع إخوته حسين ومحمد علي «الشركة اللبنانية المصرية للإنتاج السينمائي» في القاهرة سنة 1962، وأَنتجت هذه الشركة في مصر خلال أربع سنوات 500 فيلم. وفي سنة 1973، أسس في لبنان شركة صبّاح العالمية للفيديو وأسس كذلك «شركة سيدرز آرت» و«شركة صبّاح ميديا» و«الشركة اللبنانية للاستثمار السينمائي».
تولّى وزارة الاقتصاد في حكومة الرئيس صائب سلام، وعُيّن وزيرا للصناعة منذ 16 تموز 1979 حتى 25 تشرين الأول 1980، في عهد الرئيس سليم الحص، كما عاد وتولى وزارة الموارد المائية والكهربائية في عهد حكومة الرئيس شفيق الوزان. قدّم استقالته من حكومة شفيق الوزان احتجاجا على عدم إرسال الجبش اللبناني إلى الجنوب.

## النيابة
ترشح للانتخابات النيابية في سنة 1964 على لائحة الرئيس كامل الأسعد وفاز عن مقعد النبطية. وفي عام 1968 ترشح مجددا للنيابة على لائحة الرئيس الأسعد وخسر الانتخابات بفارق 200 صوتا. وفي عام 1970 عُيِّنَ رئيسًا لمجلس إدارة مجلس الجنوب. وفي عام 1972 استقال من رئاسة مجلس الجنوب ليترشح للانتخابات النيابية التي فاز فيها ودخل مجددًا الندوة البرلمانية. وفي عام 1992 ترشّح الصبّاح على لائحة الرئيس كامل الأسعد عن منطقة النبطية لكنّه لم يوفّق. ومنذ تاريخه امتنع عن الترشّح للانتخابات النيابية. حضر الصبّاح اجتماعات الطائف، وشارك في النقاشات التي دارت قبل إعلان الاتفاق.

## الوفاة
توفي أنور الصباح مساء يوم الأحد 7 يوليو 2024 عن عمر ناهز الحادية والتسعين.